# Jin Yang
Dans ce nom chinois, le nom de famille, Jin, précède le nom personnel.
Jin Yang est un patineur artistique chinois. Avec sa partenaire Peng Cheng, il est médaillé de bronze des Quatre Continents 2019, médaillé d'argent de la finale du Grand Prix 2018-1919 et médaillé d'argent des Jeux Asiatiques d'hiver de 2017. Peng et Jin ont représenté la Chine aux Jeux olympiques d'hiver de 2018. Avec son ancienne partenaire Yu Xiaoyu, il est deux fois champion du monde junior (2014-2015), médaillé d'argent aux Championnats du monde junior 2012, champion des Jeux olympiques de la jeunesse d'hiver 2012, champion de la finale du JGP 2013-2014 et médaillé de bronze des Quatre Continents en 2016.

## Biographie

### Carrière sportive avec Yu Xiaoyu
Jin et Yu sont mis en binôme par leurs entraîneurs en 2009. Ils s'entraînent sur la glace et hors glace de huit heures du matin à cinq heures de l'après-midi, avec une pause au milieu.
L'équipe remporte la médaille d'argent aux Championnats de Chine de 2010. Ils font leurs débuts internationaux lors de la saison 2010-11 et remportent la médaille de bronze au Junior Grand Prix en Autriche, puis la médaille d’or à Czech Skate. Lors de la finale du Junior Grand Prix, ils remportent la médaille de bronze.

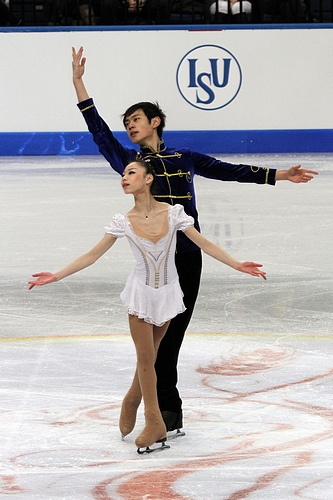
Yu et Jin aux Championnats du monde junior de 2012

La paire parvient à faire un quad twist lors d'une compétition nationale en 2011, alors que Yu a 15 ans et Jin 17 ans (ou 13 et 22 ans). Ils terminent en septième place de Skate Canada 2011 et sixièmes à la Coupe de Chine 2011. Ils remportent ensuite la médaille de bronze à leurs championnats nationaux. La paire participe aux Championnats du monde junior 2012 et remporte la médaille d'argent derrière ses coéquipiers et partenaires d'entraînement, Sui Wenjing et Han Cong .
Au cours de la saison 2012-13, la paire finit quatrième du JGP Autriche et deuxième du JGP Croatie. Ils arrivent cinquième à la finale du JGP. Aux Championnats du monde juniors 2013, ils sont quatrièmes.
Avant la saison 2013-14, ils changent d’entraîneur, passant de Luan Bo aux champions olympiques de patinage en couple Zhao Hongbo, Yao Bin et Han Bing. Ils remportent les épreuves JGP au JGP 2013 et au JGP Estonie 2013, ce qui les qualifie pour leur quatrième finale du JGP à Fukuoka, au Japon, où ils remportent la compétition. Ils gagnent ensuite le Championnat du monde junior 2014 à Sofia, en Bulgarie .
Au cours de la saison 2014-2015, ils font leurs débuts officiels en senior sur le circuit du Grand Prix. Ils remportent une médaille d'argent à la Coupe de Chine 2014 et une médaille de bronze au Trophée NHK 2014, ce qui les qualifie pour leur première finale senior du Grand Prix à Barcelone, en Espagne. Lors de la finale du Grand Prix, ils battent leur record personnel au programme court et au programme libre pour terminer à la cinquième place. Ils ont ensuite remporté leur deuxième titre national.
Avec le retour surprise de Pang et Tong, ils ne peuvent pas participer aux championnats des quatre continents à Séoul ni aux championnats du monde à Shanghai. Au lieu de cela, ils sont envoyés à l'Universiade d'hiver 2015, où ils remportent la médaille d'or. Il a ensuite été annoncé qu'ils participeraient aux Championnats du monde juniors de patinage artistique 2015 à Tallinn, en Estonie. Alors qu'ils se sont entraînés pour des programmes seniors presque toute la saison, ils parviennent à défendre leur titre mondial junior en remportant les deux segments de la compétition.
Pendant la saison 2016/2017, ils tentent leur premier quadruple salchow lancé en compétition à la Coupe de Chine et repartent avec une médaille de bronze. Ils prennent ensuite l'argent au trophée NHK 2015, ce qui leur permet de se qualifier pour la finale du Grand Prix 2015-2016 à Barcelone.
Aux Championnats des quatre continents 2016, ils arrivent troisièmes.

### Carrière sportive avec Peng Cheng
Le 14 avril 2016, le magazine International Figure Skating annonce une nouvelle paire composée de Peng Cheng et Jin Yang : la fédération a échangé les couples Peng / Zhang et Yu / Jin,.
Peng et Jin débutent sur le Grand Prix avec deux médailles d'argent à la Coupe de Chine 2016 et au Trophée NHK 2016, remportant ainsi une place en finale du Grand Prix où ils terminent sixième. Aux Championnats de Chine 2017, ils gagnent leur premier titre national.
Aux Championnats des quatre continents 2017, leur première compétition ISU, ils se classent cinquième. Aux Jeux asiatiques d’hiver de 2017, ils prennent la médaille d’argent derrière Yu et Zhang.
Ils remportent le trophée CS Finlandia 2017, leur première médaille d'or internationale. Ils finissent cinquièmes aux Skate America 2017 et aux Internationaux de France 2017, loin de leurs attentes. Aux Championnats de Chine 2018, ils arrivent deuxièmes derrière Yu / Zhang et intègrent l'équipe de Chine pour les Jeux olympiques d'hiver 2018 .
Ils participent à l'épreuve de couples aux Jeux olympiques, terminant dix-septièmes du programme court et manquant ainsi le programme libre d'une seule place. Leur saison s'achève aux Championnats du monde 2018 avec une neuvième place.
Seng Wenjing / Han Cong et Yu / Zhang étant écartés par une blessure au début de la saison 2018-2019, Peng / Jin est l'unique couple chinois qui concourt au niveau senior. Ils remportent une médaille d'or au CS Asian Open de 2018.
Au Grand Prix, ils commencent la saison aux Internationaux 2018 de Skate Canada, où ils prennent la médaille d'argent, terminant devant les troisièmes Kirsten Moore-Towers et Michael Marinaro par 0,15 points. Ils ont des difficultés à sauter côte à côte dans le programme libre, où ils ont terminé quatrièmes, un domaine dans lequel Jin a déclaré qu'ils espéraient s'améliorer. Au trophée NHK 2018, ils remportent une deuxième médaille d'argent, avec une marge beaucoup plus décisive, qui les qualifie pour la finale du Grand Prix. Lors de la finale, ils se classent premiers dans le programme court et deuxièmes dans le programme libre, remportant ainsi la médaille d’argent. C'est leur première grande médaille internationale.
Aux Championnats de Chine 2019, ils remportent leur deuxième titre national. Aux Championnats Quatre Continents 2019 à Anaheim, ils arrivent troisièmes du programme court derrière Moore-Towers / Marinaro et Sui / Han en raison d'une chute de Peng. Ils arrivent en troisième position dans le programme libre, faisant une erreur lors du triple Salchow côte à côte.

## Programmes

### Avec Peng Cheng
| Saison      | Programme court                                                                                              | Programme libre                                                                             | Exhibition                                                                        |
| ----------- | --- | ------------------------------------------------------------------------------------------- | --------------------------------------------------------------------------------- |
| 2018–2019   | Ophelia par The Lumineers                                                                                    | La Vie en rose interprété par Patricia Kaas                                                 |                                                                                   |
| 2017–2018   | My Drag par Jimbo Mathus chorégraphie par Lori Nichol Assassin's Tango (de Mr. et Mrs. Smit) par John Powell | Les Amants papillons                                                                        |                                                                                   |
| 2016–2017 , | My Drag par Jimbo Mathus chorégraphie par Lori Nichol                                                        | Je t'attendrai des Parapluies de Cherbourg par Michel Legrand chorégraphie par David Wilson | Les désastreuses aventures des orphelins Baudelaire (bande-son) par Thomas Newman |

### Avec Yu Xiaoyu
| Saison  | Programme court                                                                   | Programme libre                                                                                 | Exhibition                                                              |
| ------- | --------------------------------------------------------------------------------- | ----------------------------------------------------------------------------------------------- | ----------------------------------------------------------------------- |
| 2015–16 | Yulunga (Danse des esprits) par Dead Can Dance chorég. David Wilson               | Humility and Love (bande-son de "Création") par Christopher Young chorégraphie par David Wilson | See You Again de Wiz Khalifa ft. Charlie Puth interprété par by Jeric T |
| 2014–15 | Yulunga (Danse des esprits) par Dead Can Dance chorég. David Wilson               | Humility and Love (bande-son de "Création") par Christopher Young chorégraphie par David Wilson | Everyday I Miss You (de Nessun Dorma) par Sun Nan                       |
| 2013–14 | Méditation par Jules Massenet chorégraphie par Marina Zueva                       | The Phantom of the Opera par Andrew Lloyd Webber chorégraphie par Marina Zueva                  |                                                                         |
| 2012–13 | Concerto pour violon numéro 2 par Felix Mendelssohn chorégraphie par Marina Zueva | Die Fledermaus by Johann Strauss II chorégraphie par Marina Zueva                               |                                                                         |
| 2011–12 | Casse-Noisette par Piotr Tchaïkovski chorégraphie par Zhang Wei                   | Requiem for a Dream par Clint Mansell chorégraphie par Marina Zueva                             | Tu n'es pas d'ici par Lara Fabian chorégraphie par Zhang Wei            |
| 2010–11 | I Allegro par Samuel Barber                                                       | Roméo et Juliette par Sergueï Prokofiev                                                         |                                                                         |
| 2009–10 | The Love of Death par Park Sei Joon                                               | Nos plus belles années par Marvin Hamlisch                                                      |                                                                         |

## Palmarès
Avec deux partenaires :
- Yu Xiaoyu (8 saisons : 2008-2016)
- Peng Cheng (7 saisons : 2016-2023)

| Compétition                                                                                             | 2009    | 2010    | 2011    | 2012    | 2013    | 2014    | 2015    | 2016    |  | 2017    | 2018    | 2019    | 2020    | 2021    | 2022    | 2023    |  |  |  |  |  |  |
| Jeux olympiques d'hiver                                                                                 |         |         |         |         |         |         |         |         |  |         | 17e     |         |         |         | 5e      |         |  |  |  |  |  |  |
| Championnats du monde                                                                                   |         |         |         |         |         |         |         |         |  |         | 9e      | 4e      | CA      | 5e      |         |         |  |  |  |  |  |  |
| Quatre continents                                                                                       |         |         |         |         |         |         |         | 3e      |  | 5e      | F       | 3e      | 2e      | CA      |         |         |  |  |  |  |  |  |
| Championnats de la Chine                                                                                | 6e      | 4e      | 2e      | 3e      | 1er     | 3e      | 1er     | F       |  | 1er     | 2e      | 1er     | 1er     |         |         |         |  |  |  |  |  |  |
| Championnats du monde juniors                                                                           |         | D       |         | 2e      | 4e      | 1er     | 1er     |         |  |         |         |         |         | CA      |         |         |  |  |  |  |  |  |
| |         |         |         |         |         |         |         |         |  |         |         |         |         |         |         |         |  |  |  |  |  |  |
| Grand Prix ISU                                                                                          | 2008/09 | 2009/10 | 2010/11 | 2011/12 | 2012/13 | 2013/14 | 2014/15 | 2015/16 |  | 2016/17 | 2017/18 | 2018/19 | 2019/20 | 2020/21 | 2021/22 | 2022/23 |  |  |  |  |  |  |
| Finale du Grand Prix                                                                                    |         |         |         |         |         |         | 5e      | 5e      |  | 6e      |         | 2e      | 2e      | CA      | CA      |         |  |  |  |  |  |  |
| Skate America                                                                                           |         |         |         |         |         |         |         |         |  |         |         |         | 1er     |         |         |         |  |  |  |  |  |  |
| Skate Canada                                                                                            |         |         |         | 7e      |         |         |         |         |  |         | 5e      | 2e      |         | CA      |         |         |  |  |  |  |  |  |
| Coupe de Chine                                                                                          |         |         |         | 6e      |         |         | 2e      | 3e      |  | 2e      |         |         | 2e      | 1er     | 2e      |         |  |  |  |  |  |  |
| Trophée de France                                                                                       |         |         |         |         |         |         |         |         |  |         | 5e      |         |         | CA      |         | F       |  |  |  |  |  |  |
| Coupe de Russie                                                                                         |         |         |         |         |         |         |         |         |  |         |         |         |         |         |         |         |  |  |  |  |  |  |
| Trophée NHK                                                                                             |         |         |         |         |         |         | 3e      | 2e      |  | 2e      |         | 2e      |         |         |         |         |  |  |  |  |  |  |
| Légende : F = Forfait ; D = Disqualifié ; CA = Compétitions annulées à cause de la pandémie de Covid-19 |         |         |         |         |         |         |         |         |  |         |         |         |         |         |         |         |  |  |  |  |  |  |